# 철권 2: 카즈야의 복수
《철권 2: 카즈야의 복수》(영어: Tekken 2: Kazuya's Revenge, 일본어: 鉄拳 Kazuya's Revenge)는 2014년의 미국 영화이다.

## 등장 인물
- K(미시마 카즈야) 역 : 케인 코스기
- 미시마 헤이하치 역 : 케리히로유키 다가와
- 신부 역 : 라데 셰르베지야
- 브라이언 퓨리 역 : 게리 대니얼스
- 로나 앤더스 역 : 켈리 웬햄